# Archiduque (Palma de Mallorca)
Archiduque (en catalán y oficialmente, Arxiduc) es un barrio de la ciudad de Palma de Mallorca, Baleares, España.
Se encuentra delimitado por los barrios de El Mercado, Plaza de los Patines, Buenos Aires, Marqués de la Fuensanta, Plaza de Toros y Los Hostalets.
Debe su nombre al Archiduque Luis Salvador de Austria.
Alcanzaba en el año 2007 la cifra de 6.406 habitantes.
- Datos: Q5707623